# Giganternas kamp
Giganternas kamp (engelska: One Million Years B.C.) är en brittisk fantasyfilm från 1966 i regi av Don Chaffey. Filmen är en nyinspelning av Hollywoodfilmen En försvunnen värld från 1940. Dinosaurierna i filmen skapades av Ray Harryhausen.

## Handling
En grottman vid namn Tumak blir fördriven från sin stam. Tumak går med i en annan stam där han blir kär i en flicka som heter Luana. Tillsammans lever de med den ständigt närvarande risken att bli uppätna av livsfarliga dinosaurier.

## Rollista
- Raquel Welch -  Loana
- John Richardson - Tumak
- Percy Herbert - Sakana
- Robert Brown - Akhoba
- Martine Beswick - Nupondi
- Jean Wladon - Ahot